# 叠彩山
叠彩山又名风洞山（山中有个四季生风的洞）、桂山（相传过去山上多桂树），位于广西桂林市区北部，伏波山以北的漓江的西畔。山石层层横断，体态奇特，像一匹匹丝锦堆叠在一起因而得名“叠彩山”。

## 地理
叠彩山由四望山、于越山、仙鹤山（仙鹤峰）、明月峰组成，自古就被称为 “江山会景处”，是风景荟萃之地。这里群巒叠翠，植被茂盛，山上建有叠彩亭、于越亭、叠彩琼楼、仰止堂等，山麓有著名的“木龙古渡”。
山上的古樹多，依树而望周围之景观，往往会有沧桑之感。山中有个四季生风的洞，洞口上镌有陈毅元帅所題的“愿作桂林人，不愿作神仙”，洞中則為歷代作家的诗文题刻和一些佛教的摩崖造像，大概有19龛80余尊。在明月峰顶可將桂林城景尽收眼底。

## 歷史
唐朝元稹侄子元晦朱著《叠彩山记》“按图经，山以石文横布，彩翠相间，若叠彩然，故以为名”。清朝文人秦焕组造叠彩亭。
2015年3月19日上午，叠彩山景区内发生一起落石事故，造成7人遇难和19人受伤。